# Liste der Bodendenkmäler in Schwarzach (Niederbayern)
Auf dieser Seite sind die Bodendenkmäler in dem niederbayerischen Markt Schwarzach zusammengestellt. Diese Tabelle ist eine Teilliste der Liste der Bodendenkmäler in Bayern. Grundlage ist die Bayerische Denkmalliste, die auf Basis des Bayerischen Denkmalschutzgesetzes vom 1. Oktober 1973 erstmals erstellt wurde und seither durch das Bayerische Landesamt für Denkmalpflege geführt wird. Die folgenden Angaben ersetzen nicht die rechtsverbindliche Auskunft der Denkmalschutzbehörde.

## Bodendenkmäler in Schwarzach
| Lage       | Objekt | Akten-Nr.     | Bild |
| ---------- | --- | ------------- | ---- |
| (Standort) | Burgstall Degenberg. Untertägige Befunde im Bereich der abgebrochenen Burg des hohen und späten Mittelalters mit Kapelle St. Georg.                                                                     | D-2-7042-0029 |      |
| (Standort) | Mittelalterliche und frühneuzeitliche Befunde im Bereich der abgebrochenen Burgkapelle St. Georg. | D-2-7042-0108 |      |
| (Standort) | Untertägige mittelalterliche und frühneuzeitliche Befunde im Bereich der katholischen Pfarrkirche St. Martin und der Seelenkapelle in Schwarzach, darunter Spuren von Vorgängerbauten und der Friedhof. | D-2-7042-0110 |      |
| (Standort) | Untertägige mittelalterliche und frühneuzeitliche Befunde im Bereich von Schloss Schwarzach samt Brauereigebäuden, darunter Spuren von Vorgängerbauten und der ehem. Schlosskapelle.                    | D-2-7042-0111 |      |
| (Standort) | Untertägige frühneuzeitliche Befunde im Bereich der katholischen Kapelle St. Georg in Bühel bei Schwarzach.                                                                                             | D-2-7042-0116 |      |
| (Standort) | Untertägige frühneuzeitliche Befunde im Bereich der katholischen Filialkirche St. Maria Dolorosa in Weißenberg.                                                                                         | D-2-7043-0070 |      |